# Выдающиеся деревья Киева
На территории Киева произрастает несколько сотен вековых деревьев возрастом от 100 до 800—900 лет, представляющих собой экологическую, культурно-историческую и эстетическую ценность, всего известно более 140 мест произрастания таких деревьев. По состоянию на декабрь 2009 года 86 мест произрастания с общим числом вековых деревьев 349 внесено в Государственный природно-заповедный фонд Украины. Двадцать деревьев вошли в список 500 выдающихся деревьев Украины, составленный и изданный в 2011 году по инициативе Киевского эколого-культурного центра.

## Деревья, включённые в список 500 выдающихся деревьев Украины
| Дерево                                                 | Местонахождение | Возраст, размеры                                             | Примечания | Заповедано | Фото                                                             |
| ------------------------------------------------------ | --- | ------------------------------------------------------------ | --- | ---------- | ---------------------------------------------------------------- |
| Дуб на территории больницы ГУ МВД Украины «Старый дуб» | Ул. Вышгородская, 85-а, возле южной ограды больницы слева от входа на территорию                                                    | Около 600 лет Обхват 6 м Высота 30 м                         | Состояние дерева хорошее. Рядом растут ещё два дуба возрастом 450 лет |            | Старый дуб                                                       |
| Засохший дуб на территории больницы ГУ МВД Украины     | Ул. Вышгородская, 85-а, в 200 м от входа на территорию больницы                                                                     | Около 600 лет Обхват 6 м Высота 30 м                         | Дерево засохло, в 2009 году обгорело |            | Сухой дуб                                                        |
| Дуб в Голосеевском лесу                                | Гора Купол, от вершины в направлении ул. Кащенко (Мышеловка)                                                                        | Около 500 лет Обхват 5,15 м Высота 30 м                      | |            |                                                                  |
| Дуб Грюневальда                                        | Столичное шоссе, 27-й км, пансионат «Жовтень» (Конча-Заспа)                                                                         | 800—900 лет Обхват 7 м Высота 20 м                           | Национальное дерево Украины. Назван дуб в честь немецкого художника М. Грюневальда, рисовавшего сказочные деревья. Имеется большое дупло, повреждённое огнём. В 2009 году проводилось лечение. | 2009       | Дуб Грюневальда                                                  |
| Дуб на ул. Кащенко                                     | Ул. Кащенко, 40/2 | Около 600 лет Обхват 6,2 м Высота 15 м                       | Один из старейших дубов Киева, рядом установлен охранный знак | 1997       | Дуб по ул. Кащенко                                               |
| Дуб Козловского                                        | Национальный ботанический сад им. Н. Н. Гришко НАН Украины, на север от Института возобновляемой энергетики НАНУ, в насаждении елей | Около 500 лет Обхват 4,6 м Высота 15 м                       | Назван в честь певца И. С. Козловского, который выступал под этим деревом в 1950-х годах | 2009       | Дуб Козловского                                                  |
| Дуб Кристера                                           | Ул. Осиповского, 3, возле бывш. усадьбы цветовода В. Кристера                                                                       | Около 700 лет Обхват 6,2 м Высота 25 м                       | Дерево огорожено, имеется охранный знак. В 2006 году проведено лечение | 1997       | Дуб Кристера                                                     |
| Дуб на Синей воде                                      | У пос. Чапаевка, на берегу заплавы на Жуковом острове                                                                               | Более 600 лет Обхват 6,1 м Высота 20 м                       | Один из старейших дубов Киева | 2010       |                                                                  |
| Дуб Стеценко                                           | Ул. Саратовская, 63 | Около 300 лет Обхват 4,15 м Высота 12 м                      | Назван в честь Н. Ф. Стеценко, заповедного деятеля Украины | 2009       | Дуб Стеценко                                                     |
| Дуб Шевченко                                           | Ул. Вышгородская, 5, в парке «Берёзовый гай», недалеко от мемориального музея Т. Г. Шевченко «Хата на Приорке»                      | Около 400 лет Обхват 4,5 м Высота 15 м                       | Дерево огорожено, в 2006 и 2009 годах производилось лечение. Парк «Берёзовый гай» охраняется с 1972 года | 2010       | Дуб Шевченко                                                     |
| Каштан Воинственского                                  | Ул. Б. Хмельницкого, 15, у входа в Институт зоологии НАН Украины                                                                    | Более 150 лет Обхват 3,5 м Высота 25 м                       | Назван в честь д.б.н. М. А. Воинственского, деятеля охраны природы. В 2013 году появилась угроза гибели дерева в результате расхождения в стороны его двух стволов. 21 мая стволы были связаны мощным тросом и запланировано лечение трещины. Но 3 июня дерево раскололось и создалась угрожающая ситуация, 4 июня 2013 года его стволы были спилены. | 2009       | Каштан Воинственского · Каштан Воинственского спилен 4 июня 2013 |
| Каштан Петра Могилы                                    | Ул. Китаевская, 15/8, возле Троицкой церкви                                                                                         | 200—300 лет Обхват 4,15 м Высота 15 м                        | По легенде, посажен киевским митрополитом Петром Могилой, но возраст дерева не соответствует годам жизни митрополита. Старейший и самый большой каштан Киева. В 1994 году освящён настоятелем Троицкой церкви отцом Мирославом | 1994       | Каштан Петра Могилы                                              |
| Клён Казакова                                          | Национальный ботанический сад им. Н. Н. Гришко НАН Украины, у дорожки к Ионинскому монастырю                                        | Около 150 лет Обхват 4,5 м Высота 15 м                       | Старейший и самый крупный клён ясенелистный Киева. Назван в честь киевлянина Юрия Казакова, на средства которого был вылечен в 2008 году | 2009       |                                                                  |
| Липа Петра Могилы                                      | Начало Андреевского спуска, возле Национального музея истории Украины                                                               | Около 400 лет Обхват 5,5 м Высота 10 м                       | Согласно легенде, посажена митрополитом Петром Могилой. В 2007 году проводилось лечение. | 1972       | Липа Петра Могилы                                                |
| Липа Феодосия Печерского                               | Киево-Печерская лавра, в 10 м от входа в Дальние пещеры                                                                             | 500—600 лет Обхват 6,5 м Высота 18 м                         | Согласно легенде, липу посадил в начале XII века Феодосий Печерский на могиле матери. Хронология легенды, однако, не соответствует ни возрасту липы, ни годам жизни игумена Феодосия. Существует также легенда о монахе, жившем в дупле этого дерева и там же похороненном                                                                            | 2009       | Липа Феодосия Печерского                                         |
| Вековая сирень                                         | Сирингарий Национального ботанического сада им. Н. Н. Гришко                                                                        | Около 100 лет Обхват 1,4 м на высоте ствола 0,5 м Высота 4 м | Вывезена из Германии после Великой Отечественной войны, по легенде эта сирень росла в личном саду Г. Геринга. Предположительно, самый старый экземпляр сирени на Украине |            |                                                                  |
| Сосна Нестерова                                        | Ул. Малышко, напротив д. 21, на вершине Волчьей горы                                                                                | 250 лет Обхват 2,8 м Высота 20 м                             | Названа в честь лётчика П. Н. Нестерова, который в этой местности в 1913 году проводил экспериментальные полёты по корректировке артиллерийского огня | 2013       | Сосна Нестерова                                                  |
| Платан Кащенко                                         | Ул. Мельникова, 36 | Около 100 лет Обхват 3,8 м Высота 15 м                       | На этом месте находился Акклиматизационный сад, основанный в 1913 году Н. Ф. Кащенко. Платан — единственное сохранившееся дерево сада, который был уничтожен в 1970-х годах. Старейший и самый большой платан Киева | 1997       | Платан Кащенко                                                   |
| Шелковица Шевченко                                     | Пер. Шевченко, 8-а, Литературно-мемориальный дом-музей Т. Шевченко.                                                                 | 150 лет Обхват 3,3 м Высота 10 м                             | Ствол на высоте 2,5 м разветвлён на две части. В нижней части имеется дупло. Рядом с деревом находится памятный знак |            | Шелковица Шевченко                                               |
| Шелковица Шевченко                                     | Национальный ботанический сад им. Н. Н. Гришко НАН Украины, у дороги от сирингария к Выдубицкому монастырю                          | Около 500 лет Обхват 3,4 м Высота 10 м                       | Согласно легенде, дерево посадили монахи Выдубицкого монастыря, а затем от него произошли все шелковичные деревья Украины и России. Пётр I осматривал это дерево; известны несколько рисунков этой шелковицы, сделанных Тарасом Шевченко. | 2010       | Шелковица Шевченко                                               |

## Другие выдающиеся деревья Киева

### Дубы
| Дерево                                             | Местонахождение                                                                                              | Возраст, размеры                                                                            | Примечания | Заповедано  | Фото                    |
| -------------------------------------------------- | --- | ------------------------------------------------------------------------------------------- | --- | ----------- | ----------------------- |
| Дуб «Бай-Бай»                                      | Пуще-Водицкое лесничество г. Киева, уч. 25, кв. 111, 300 м на север от конторы лесничества, 50 м от дороги   | Около 500 лет Обхват 4,8 м Высота 30 м                                                      | В хорошем состоянии, есть ограда | 1997        | Вековой дуб «Бай-Бай»   |
| Дуб Ветрова                                        | Ул. Блакитного, 8                                                                                            | Около 400 лет Обхват 4,8 м Высота 20 м                                                      | В 2008 году проведено лечение | 2009        | Дуб Ветрова             |
| Дуб на ул. Борщаговской (погиб)                    | Ул. Борщаговская, 171/18                                                                                     | Около 300 лет Обхват 3,8 м Высота 20 м                                                      | Имелось обожжённое дупло, вылеченное в 2008 году. 26 июня 2011 года дерево погибло, сваленное ветром                                | 2009        |                         |
| Десять дубов в ботсаду НУБиП                       | Ботанический сад НУБиП                                                                                       | 500—600 лет Обхват 4,5—5,7 м Высота 30 м                                                    | Все деревья с дуплами | 2009        |                         |
| Дуб на ул. Вербицкого                              | Сквер на перекрёстке Ул. Вербицкого и Харьковского шоссе, д. 180/21                                          | Около 250 лет Обхват 3,2 м Высота 20 м                                                      | В 1980-х годах дерево сохранено и огорожено по инициативе прораба стройки                                                           | 2001        | Дуб на ул. Вербицкого   |
| Двадцать дубов на ул. Вышгородской, 49             | Ул. Вышгородская, 49, возле кинотеатра «Шевченко»                                                            | Около 500 лет Обхват 5,2, 4,9 и 4,8 м Высота 25 м                                           | В 2006 году проводилось лечение | 1972        | Вековые дубы            |
| Три дуба Фролькиса на ул. Вышгородской, 67         | Ул. Вышгородская, 67, территория Института геронтологии АМН Украины                                          | Около 500 лет Обхват 5,2, 4,9 и 4,8 м Высота 25 м                                           | | 2009        | Дуби Фролькиса          |
| Вековой дуб-красавец на ул. Вышгородской, 69       | Ул. Вышгородская, 69, территория Института эндокринологии                                                    | Около 400 лет Обхват 4,7 м Высота 25 м                                                      | | 1999 и 2001 | Вековой дуб-красавец    |
| Многовековое дерево дуба на ул. Вышгородской, 69   | Ул. Вышгородская, 69, территория Института эндокринологии                                                    | Около 400 лет Обхват 5 м Высота 25 м                                                        | | 1999 и 2001 | Вековое дерево дуба     |
| Дуб Витовта                                        | Ул. Героев обороны, 13                                                                                       | Около 300 лет Обхват 4 м Высота 30 м                                                        | |             | Дуб на Витовта          |
| Дуб-долгожитель                                    | Ул. В. Гетьмана, 2                                                                                           | Более 300 лет Обхват 4,9 м Высота 20 м                                                      | В 2006 году проводилось лечение | 1999        | Дуб-долгожитель         |
| Шулявский дуб                                      | Ул. В. Гетьмана, 10/37                                                                                       | Более 300 лет Обхват 4,1 м Высота 20 м                                                      | | 2010        | Шулявский дуб           |
| Сорок дубов в Голосеевской обсерватории            | Территория Главной астрономической обсерватории НАНУ                                                         | 300—400 лет Обхват 4—5 м Высота 20—30 м                                                     | Исторический памятник — легендарная дубрава, в которой останавливались чумаки. В 2006 году проведено лечение                        | 1997        |                         |
| Дубы Славы                                         | Голосеевский лес, в конце ул. Потехина, 10—50 м от забора Экспоцентра                                        | Более 300 лет Обхват 4, 4,50 и 7,4 м Высота 30 м                                            | Самый толстый дуб — с тройным стволом                                                                                               |             | Дуб Славы               |
| Дуб в Голосеевском лесу у кафе «Бахчисарай»        | Голосеевский лес, 15 м от кафе «Бахчисарай»                                                                  | Более 300 лет Обхват 4,50 м Высота 30 м                                                     | |             |                         |
| Семь дубов в Голосеевском лесу на горе Купол       | Голосеевский лес, склон горы Купол от вершины до ул. Кащенко                                                 | Около 300 лет Обхват более 4 м Высота 30 м                                                  | Найдены киевлянином А. Н. Фролкиным, энтузиастом охраны вековых деревьев                                                            |             |                         |
| Пять дубов в Голосеевском лесу на горе Купол       | Голосеевский лес, вершина горы Купол                                                                         | Около 300 лет Обхват 4—4,5 м Высота 20 м                                                    | Все деревья с дуплами |             |                         |
| Девять дубов в Голосеевском лесу возле Экспоцентра | Голосеевский лес, возле тропы, продолжающей ул. Потехина, недалеко от Национального экспоцентра Украины      | Около 300 лет Обхват 4,50, 4,58, 4,30, 4,77, 4,50, 4,58, 4,14, 4,64 и 4,28 м Высота 25—30 м | |             |                         |
| Дуб Громашевского                                  | Ул. Амосова, 5, НИИ эпидемиологии им. Л. В. Громашевского                                                    | Около 400 лет Обхват 4,63 м Высота 25 м                                                     | |             | Дуб Громашевского       |
| Пять дубов в Дачном лесничестве                    | Дачное лесничество г. Киева (Голосеевский район), уч. 2 кв. 51 и уч. 29 кв. 47                               | 200—300 и около 500 лет Обхват 3,74—4,25; 5,1 м Высота до 22 м                              | Ограждены | 1999        |                         |
| Дуб-хитрец                                         | Пер. Делегатский, 3/5                                                                                        | Около 600 лет Обхват 5,75 м Высота 25 м                                                     | В хорошем состоянии | 2010        | Дуб-хитрец              |
| Два дуба в Делегатском пер.                        | Пер. Делегатский, 12                                                                                         | Около 300 лет Обхват 3,8 и 4 м Высота 20 м                                                  | | 1972        | Дубы в Делегатском пер. |
| Семь дубов в районе Дидоровки                      | Голосеевский лес, над озером Дидоровка                                                                       | Более 300 лет Обхват 4,07—4,78 м Высота 25—30 м                                             | |             |                         |
| Дуб у Дидоровки                                    | Голосеевский лес, над озером Дидоровка, на склоне горы Купол                                                 | Около 500 лет Обхват 5,1 м Высота 30 м                                                      | |             |                         |
| Девять дубов в пансионате «Жовтень»                | Столичное шоссе, 27-й км, территория пансионата                                                              | Около 300—600 лет Обхват 4,3—5,3 м Высота 10 м                                              | | 2009        |                         |
| Дуб за пансионатом «Жовтень»                       | Столичное шоссе, 27-й км, за пансионатом на территории дачного кооператива (дача Кучмы)                      | Около 300 лет Обхват 4,1 м Высота 25 м                                                      | |             |                         |
| Два дуба на Жуковом острове                        | Жуков остров, напротив Ольжина острова и санатория «Конча-Заспа», с двух сторон от дамбы                     | Около 400 лет Обхват 4,5 м Высота 10 м                                                      | |             |                         |
| Два дуба на Жуковом острове                        | Жуков остров, дорога от Чапаевки к комплексу «Поплавок», на проезжей части                                   | Около 300 и 500 лет Обхват 4,2 и 5,6 м Высота 20 и 25 м                                     | Имеются дупла |             |                         |
| Два дуба в пер. Золочевском                        | Пер. Золочевский, 4 и 10                                                                                     | Около 300 лет Обхват по 4 м Высота 20 м                                                     | | 2010        |                         |
| Дубы Шестого ноября                                | Парк «Кинь-Грусть», в юго-западной части, два близ д. 25 по ул. Кобзарской, остальные возле детской площадки | Около 300—500 лет Обхват 4—5 м Высота 25—30 м                                               | | 2009        | Дубы Шестого ноября     |
| Дуб на Китаевском валу                             | Китаево, 100 м от Китаевских пещер                                                                           | Около 400 лет Обхват 4,5 м Высота 20 м                                                      | Есть дупла |             |                         |
| Дуб Красицкого                                     | Ул. Кобзарская, 43                                                                                           | Около 300 лет Обхват 4,2 м Высота 20 м                                                      | | 2009        | Дуб Красицкого          |
| Два дуба в санатории «Конча-Заспа»                 | Столичное шоссе, 215, территория санатория, 70 и 100 м справа от дорожки на пляж на оз. Конча                | Более 300 и 500 лет Обхват 4,1 и 5 м Высота 20 м                                            | |             |                         |
| Дуб на ул. Красицкого                              | Ул. Красицкого, 15, во дворе частного дома                                                                   | Около 300 лет Обхват более 4 м Высота 30 м                                                  | |             |                         |
| Дуб на ул. Краснозаводской                         | Ул. Краснозаводская, 7                                                                                       | Около 300 лет Обхват 4 м Высота 20 м                                                        | В 2006 году проводилось лечение | 2004        |                         |
| Дуб Гунали                                         | парк «Кристерова горка», северо-западная оконечность, недалеко от дома по пер. Бестужева, 4                  | Около 300 лет Обхват 4,3 м Высота 25 м                                                      | | 2009        |                         |
| Дуб Мозолевского                                   | Ул. Осиповского, парк «Кристерова горка»                                                                     | Более 300 лет Обхват 4,4 м Высота 15 м                                                      | |             | Дуб Мозолевского        |
| Два дуба в Лесниках                                | Заказник «Лесники», у часовни погибшим воинам                                                                | Более 300 лет Обхват 4,1 м 4,4 м Высота 25—30 м                                             | |             |                         |
| Дуб на Лысой горе                                  | Лысая гора                                                                                                   | Около 300 лет Обхват 4,18 м Высота 20 м                                                     | |             |                         |
| Вековой дуб возле ж.-д. платформы «Рубежовский»    | парк «Нивки», у ж.-д. платформы «Рубежовский»                                                                | Около 300 лет Обхват 4,2 м Высота 25 м                                                      | | 1999        | Вековой дуб             |
| Дуб св. Пантелеймона                               | Феофания, Ул. Заболотного, 32, возле источника св. Пантелеймона                                              | Около 300 лет Обхват 4,15 м Высота 30 м                                                     | |             |                         |
| Дуб у собора св. Пантелеймона                      | Феофания, возле собора Св. Пантелеймона                                                                      | Около 300 лет Обхват 4,22 м Высота 30 м                                                     | |             |                         |
| Партизанский дуб                                   | Ул. Краснопартизанская, 21, на проезжей части                                                                | Около 300 лет Обхват 3,7 м Высота 20 м                                                      | В 2006 году проводилось лечение | 2004        | Партизанський дуб       |
| Перунов дуб                                        | Ул. Курская, 3                                                                                               | Около 400 лет Обхват 4,6 м Высота 15 м                                                      | Один из двух дубов, уцелевших на месте Кадетской рощи.                                                                              | 2009        | Дуб Перуна              |
| Аллея из одиннадцати дубов в Пирогове              | Пирогов, Музей народной архитектуры и быта Украины, в районе экспозиции «Полесская хата (с ульями)»          | Более 300 лет Обхват 3,8—4 м Высота 20 м                                                    | | 2004        |                         |
| Дуб возле кафедры пчеловодства НУБиП               | Голосеевская пустынь, 10 м от кафедры пчеловодства НУБиП                                                     | Около 300 лет Обхват 4,7 м Высота 40 м                                                      | | 2009        |                         |
| Дуб Кирпоноса на ул. Родимцева, 1а                 | Ул. Родимцева, 1а                                                                                            | Около 450 лет Обхват 4,1 м Высота 25 м                                                      | | 2009        | Дуб Кирпоноса           |
| Дуб Якунина на ул. Родимцева, 1а                   | Ул. Родимцева, 1а                                                                                            | Около 500 лет Обхват 4,7 м Высота 25 м                                                      | | 2009        | Дуб Якунина             |
| Дуб генерала Тарнавского                           | Ул. Родимцева, 4, во дворе                                                                                   | Более 300 лет Обхват 4,4 м Высота 30 м                                                      | |             | Дуб Тарнавского         |
| Дуби Рыльского                                     | Ул. Родимцева, 9                                                                                             | Около 300 лет Обхват 3,8 и 4,45 м Высота 15 м                                               | | 2009        | Дуби Рыльского          |
| Дуб Сечевых стрельцов                              | Ул. Родимцева, 9, напротив дома                                                                              | Около 500 лет Обхват 4,9 м Высота 30 м                                                      | Имеются дупла | 2009        | Дуб Сечевых стрельцов   |
| Дуб на ул. Родимцева, 11                           | Ул. Родимцева, 11                                                                                            | Более 300 лет Обхват 4,65 м Высота 30 м                                                     | |             |                         |
| Дуб на ул. Родимцева, 11                           | Ул. Родимцева, 11, во дворе                                                                                  | Около 500 лет Обхват 5,05 м Высота 30 м                                                     | Состояние очень плохое, имеется дупло, в котором разводили огонь                                                                    |             |                         |
| Дуб в парке по ул. Родимцева                       | Ул. Родимцева, недалеко от дома 11                                                                           | Около 500 лет Обхват 5,1 м Высота 30 м                                                      | |             |                         |
| Дубы Петра Могилы                                  | Ул. Родимцева, 19, возле корпкса НУБиП                                                                       | Около 300 лет Обхват 4,1—4,9 м Высота 30 м                                                  | | 2009        | Дуби Петра Могилы       |
| Дуб в Самбурках                                    | Предместье (урочище) Самбурки, недалеко от горы Купол                                                        | Около 500 лет Обхват 5,12 м Высота ок. 30 м                                                 | |             |                         |
| Четыре дуба близ Самбурок                          | Северо-запад от урочища Самбурки                                                                             | Более 300 лет Обхват 4,5—4,8 м Высота 25—30 м                                               | |             |                         |
| Дуб на ул. Суворова                                | Ул. Суворова, 14/12                                                                                          | Около 300 лет Обхват 3,7 м Высота 20 м                                                      | В 2006 году проводилось лечение | 1972        | Дуб на ул. Суворова     |
| Сырецкий дуб                                       | Ул. Черкасская, 17/69                                                                                        | Более 450 лет Обхват 4,9 м Высота 20 м                                                      | В 2006 году проведено лечение. В 2013 г. один ствол отвалился. В 2014 г. после урагана отвалилось много веток                       | 2008        | Сирецкий дуб            |
| Дуб в Сырецком лесу                                | Сырецкий лес, недалеко от ул. Тираспольской, над притоком реки Сырец                                         | Обхват 4,04 м Высота 30 м                                                                   | |             |                         |
| Два дуба в Сырецком лесу                           | Сырецкий лес, 250 и 400 метров от дома 40д по ул. Тираспольской                                              | Около 300 лет Обхват 4,04 м Высота 30 м                                                     | |             |                         |
| Дуб на Сетомле                                     | Парк «Нивки», ул. Танковая, 2 (?), на пригорке напротив дома                                                 | Около 300 лет Обхват 4,15 м Высота 25 м                                                     | В хорошем состоянии |             | Дуб на Сетомле          |
| Татарский дуб                                      | Ул. Нагорная, 12                                                                                             | Около 300 лет Обхват 3,9 м Высота 25 м                                                      | | 2009        | Дуб татарский           |
| Дуб Шурун на ул. Тираспольской, 2                  | Ул. Тираспольская, 2                                                                                         | Около 300 лет Обхват 4,4 м Высота 25 м                                                      | | 2010        | Дуб Шурун               |
| Дуб на ул. Тираспольской, 12                       | Ул. Тираспольская, 12, в гараже                                                                              | Более 300 лет Обхват более 4 м Высота 30 м                                                  | |             |                         |
| Дуб на ул. Тираспольской, 40а                      | Ул. Тираспольская, 40а, недалеко от дома                                                                     | Около 500 лет Обхват 5,6 м Высота 35 м                                                      | |             |                         |
| Дуб на ул. Тираспольской, 40д                      | Ул. Тираспольская, 40д, недалеко от дома                                                                     | Более 300 лет Обхват 4,32 м Высота 30 м                                                     | |             |                         |
| Дуб на ул. Тираспольской, 43/7                     | Ул. Тираспольская, 43/7                                                                                      | Около 300 лет Обхват 4,05 м Высота 25 м                                                     | | 2010        |                         |
| Дуб Фролкина                                       | Ул. Антонова, 2/32, корп. 3                                                                                  | Более 300 лет Обхват 4,3 м Высота 25 м                                                      | Один из двух дубов, сохранившихся на месте Кадетской рощи. Дуб поджигали, в 2009 году вылечен на средства киевлянина А. Н. Фролкина | 2010        | Дуб Фролкина            |
| Дуб Хоруженко                                      | Ул. Тропинина, 5а, частный сектор, двор семьи Хоруженко                                                      | Около 450 лет Обхват 4,5 м Высота 35 м                                                      | В хорошем состоянии | 2010        | Дуб Хорунженко          |
| Царский дуб                                        | Пуща-Водица, пересечение ул. Гамарника и 2-й линии                                                           | Около 300 лет Обхват 4 м Высота 25 м                                                        | В хорошем состоянии |             |                         |
| Три дуба на ул. Ягодной                            | Ул. Ягодная, 60/1, два возле дома и один неподалёку                                                          | Более 300 и около 500 лет Обхват 4,5, 5,4 и 5,03 м Высота по 30 м                           | |             |                         |
| Дуб Королева                                       | Ул. Янгеля, 14/1,                                                                                            | Около 300 лет Обхват 4,7 м Высота 20 м                                                      | Ствол на высоте более 2 м раздваивается. Есть большое дупло                                                                         |             | Дуб Королева            |

### Буки, груши, каштаны, клёны
| Дерево                                                            | Местонахождение                                                                                | Возраст, размеры                                 | Примечания | Заповедано | Фото                       |
| ----------------------------------------------------------------- | ---------------------------------------------------------------------------------------------- | ------------------------------------------------ | --- | ---------- | -------------------------- |
| Бук в КПИ                                                         | Пр. Победы, 37, во дворе корпуса № 1 Киевского политехнического института                      | Посажен в ~1900 г. Обхват 3,4 м Высота 25 м      | |            |                            |
| Три бука А. Бурачинского                                          | Национальный ботанический сад им. Н. Н. Гришко НАН Украины                                     | Посажены в 1940-е гг. Обхват 3 м Высота 20 м     | Посажены А. М. Бурачинским, первым директором ботсада                                                                                       | 2009       |                            |
| Три бука Кристера                                                 | Ул. Осиповского, 2-а, территория института пищевой химии                                       | Посажены в 1850-е гг. Обхват 4—6,2 м Высота 20 м | Посажены цветоводом В. Кристером. В 1997 г. вошли в состав памятника природы «Лесное урочище Кристеров», огорожены. Самые старые буки Киева | 1997       |                            |
| Груша Иващенко                                                    | Пр. Науки, 16                                                                                  | Около 150 лет Обхват 3 м Высота 20 м             | В хорошем состоянии | 2010       | Груша Иващенко             |
| Груша Репко                                                       | Пр. Палладина, 21                                                                              | Около 150 лет Обхват 3 м Высота 10 м             | Названа в честь нашедшего её киевлянина О. А. Репко. Ствол обожжён, имеется дупло                                                           |            |                            |
| Вековое дерево груши                                              | Пр. Победы, 123                                                                                | Около 100 лет Обхват 2,8 м Высота 12 м           | В хорошем состоянии. Имеется охранный знак                                                                                                  | 1999       | Вековое дерево груши       |
| Каштан Гришко в Выдубицком монастыре                              | Выдубицкий монастырь, у Михайловского собора                                                   | Более 150 лет Обхват 3,6 м Высота 15 м           | | 2009       | Каштан Гришко              |
| Каштан Ковнира                                                    | Киево-Печерская лавра, 70 м от входа                                                           | Более 150 лет Обхват 3,1 м Высота 25 м           | В хорошем состоянии |            | Каштан Ковнира             |
| Каштан Иващенко                                                   | Ул. Рыбальская, 10                                                                             | Более 150 лет Обхват 3,2 м Высота 25 м           | В хорошем состоянии |            | Каштан Иващенко            |
| Клён белый на территории Главного военного клинического госпиталя | Ул. Е. Коновальца (быв. Щорса), 33, в отдельном дворе у входа в отделение фтизиатрии госпиталя | Более 150 лет Обхват 3,6 м Высота 20 м           | Самый старый и большой клён белый Киева | 2009       | Вековое дерево клёна-явора |
| Святошин клён у ст. метро «Житомирская»                           | Пр. Победы, у выхода из ст. метро «Житомирская»                                                | Более 150 лет Обхват 3,3 м Высота 18 м           | | 2009       | Святошин клён              |
| Клёны Яворницкого — два клёна серебристых                         | Пр. Победы, 73/1                                                                               | Около 150 лет Обхват 2,8 и 3,8 м Высота 15 м     | | 2009       | Клени Яворницкого          |

### Липы, тополя, ясени
| Дерево                                                                 | Местонахождение                                                                    | Возраст, размеры                                           | Примечания                                                         | Заповедано | Фото                                  |
| ---------------------------------------------------------------------- | ---------------------------------------------------------------------------------- | ---------------------------------------------------------- | ------------------------------------------------------------------ | ---------- | ------------------------------------- |
| Липа в Голосеевском лесу                                               | Голосеевский лес, над озером Дидоровка                                             | Около 300 лет Обхват 4,7 м Высота 20 м                     |                                                                    |            |                                       |
| Липа на Дидоровке                                                      | Голосеевский лес, на берегу Дидоровки                                              | Около 250 лет Обхват 3,6 м Высота 20 м                     |                                                                    |            |                                       |
| Две липы в парке «Кинь-Грусть»                                         | Юго-западная часть парка «Кинь-Грусть», напротив пруда, недалеко от ул. Кобзарской | Около 150 лет и около 200 лет Обхват 3,4 и 6 м Высота 20 м | 200-летняя липа имеет три ствола, расходящихся в стороны           | 2009       | Липа в парке Кинь-Грусть              |
| Липа св. Пантелеймона                                                  | Феофания, ул. Заболотного, 25, у источника св. Пантелеймона                        | Около 200 лет Высота 18 м                                  | Имеет наросты на стволе, обхват вместе с ними 4 м. Ограждена       |            |                                       |
| Липа Штильмарка                                                        | Голосеевский лес, склон горы Купол                                                 | Около 200 лет Обхват 4 м Высота 15 м                       | Есть большое дупло в прикорневой части ствола                      |            |                                       |
| Тополь на ул. Антонова                                                 | Ул. Антонова, 2/32, 3-й корпус авиационного училища, возле забора                  | Более 100 лет Обхват 4,9 м Высота 30 м                     |                                                                    |            |                                       |
| Тополь на ул. Владимирской                                             | Ул. Владимирская, 76                                                               | Около 100 лет Обхват 4,5 м Высота 30 м                     |                                                                    |            |                                       |
| Тополь в Гидропарке                                                    | Гидропарк                                                                          | Более 100 лет Обхват 5,2 м Высота 25 м                     |                                                                    |            |                                       |
| 2 тополя в парке Дружбы народов                                        | Парк Дружбы народов, недалеко от ресторана «Лето»                                  | Около 100 лет Обхват 4,65 и 6,1 м Высота 15 и 30 м         | Ствол бо́льшего дерева разветвлён натрое на высоте 1,7 м            |            |                                       |
| 4 тополя белых в Гидропарке                                            | Гидропарк, слева по дороге к лодочной станции                                      | Более 100 лет Обхват 4 м Высота 20 м                       |                                                                    |            |                                       |
| 5 тополей белых на территории Главного военного клинического госпиталя | Госпитальная, 16, за отделением отоларингологии госпиталя                          | Более 120 лет Обхват 4 м Высота 30 м                       | Самые высокие деревья Киева                                        | 1999       | Группа вековых деревьев тополя белого |
| Куренёвский тополь на ул. Вышгородской                                 | Ул. Вышгородская, 6, у школы № 8                                                   | Более 120 лет Обхват 5 м Высота 15 м                       |                                                                    |            | Куренёвский тополь                    |
| Тополь чёрный в Гидропарке                                             | Гидропарк, возле часовни                                                           | Более 120 лет Обхват 5,5 м Высота 20 м                     | Один из самых больших тополей Киева                                | 1999       | Тополь в Гідропарке                   |
| Тополи Бурдзинского в зоопарке                                         | Зоопарк, у пруда возле котельной                                                   | Более 100 лет Обхват 4,2 м Высота 25 м                     |                                                                    | 2009       | Тополи Бурдзинского                   |
| Тополь метростроевский на ул. Неманской                                | Ул. Неманская, 3а, территория Киевметростроя                                       | Более 150 лет Обхват 4,5 м Высота 20 м                     | Имеет большое дупло                                                | 2010       | Тополь метростроевский                |
| Ясени Тотлебена у завода «Арсенал»                                     | Ул. Московская, 2, у завода «Арсенал»                                              | Около 150 лет Обхват по 3,6 м Высота 30 м                  |                                                                    | 2013       | Ясени Тотлебена                       |
| Ясени Шарлеманя в зоопарке                                             | Киевский зоопарк, в служебной зоне за вольерами                                    | Более 100 лет Обхват 3,7 и 4 м Высота 20 м                 |                                                                    | 2009       | Ясень Шарлеманя                       |
| Ясень на ул. Китаевской                                                | Ул. Китаевская, 15/8, у церкви Двенадцати апостолов                                | Более 150 лет Обхват 4,1 м Высота 20 м                     |                                                                    | 2009       | Ясень Феофила                         |
| Крепостной ясень в пер. Лабораторном                                   | Пер. Лабораторный, 18                                                              | Более 150 лет Обхват 3,6 и 3,4 м Высота 20 м               | По рассказам местных один ясень подрыли строители и он позже упал. | 2004, 2007 | Крепостной ясень                      |
| Два ясеня в Софии Киевской                                             | Территория историко-культурного заповедника «София Киевская»                       | Более 150 лет Обхват 3,9 и 3,8 м Высота 25 м               |                                                                    | 2008       | Софийский ясень                       |
| Ясень на ул. Январского восстания                                      | Ул. Январского восстания, 29                                                       | Более 200 лет Обхват 3,7 м Высота 25 м                     |                                                                    | 1999       | Вековое дерево ясеня                  |

### Другие деревья и группы из разных деревьев
| Дерево                                               | Местонахождение                                                                                               | Возраст, размеры                                                                         | Примечания                                                                                | Заповедано | Фото                                     |
| ---------------------------------------------------- | --- | ---------------------------------------------------------------------------------------- | ----------------------------------------------------------------------------------------- | ---------- | ---------------------------------------- |
| Гинкго Сикорского                                    | Пр. Победы, 37, между корпусами № 1 и 2 Киевского политехнического института                                  | Посажено в ~1900 г. Обхват 2,2 м Высота 15 м                                             | В хорошем состоянии, имеется ограда. Старейшее гинкго Киева                               |            | Гинкго Сикорского                        |
| Катальпа на ул. В. Гетьмана                          | Ул. В. Гетьмана, 2                                                                                            | Около 100 лет Обхват 2,7 м Высота 10 м                                                   | Одна из старейших катальп Киева                                                           |            |                                          |
| Девять кустов кизила в Киево-Печерской лавре         | Киево-Печерская лавра, в митрополичем саду у стены Мазепы                                                     | 300—500 лет Обхват 0,8 м Высота 10 м                                                     |                                                                                           |            | Деревья кизила                           |
| Кипарисовик Сухина                                   | Ул. Тираспольская, 43/1                                                                                       | более 150 лет Обхват 2,1 м Высота 10 м                                                   | Назван в часть нашедшего его С. Сухина                                                    |            | Кипарисовик Сухина                       |
| Робиния на ул. Мостицкой                             | Ул. Мостицкая, 2а во дворе Покровской церкви                                                                  | Более 150 лет Обхват 4,2 м Высота 15 м                                                   | Старейшая робиния Киева. Ствол расщеплён на две части, в середине выжжен, дерево погибает |            |                                          |
| Робиния на пр. Победы                                | Пр. Победы, 73а                                                                                               | Около 130 лет Обхват 3,7 м Высота 15 м                                                   | В 2007 году освящена настоятелем храма Св. Пантелеймона отцом Николаем                    | 1999       | Вековое дерево акации                    |
| Пять деревьев рябины глоговины на ул. Банковой       | Ул. Банковая, 2, возле здания Союза писателей Украины                                                         | Более 150 лет Обхват 2 м Высота 15 м                                                     | 4 дерева в хорошем состоянии, одно засыхает                                               | 1999       | Группа вековых деревьев рябины глоговины |
| Шесть платанов в Ботаническом саду им. Н. Н. Гришко  | Национальный ботанический сад им. Н. Н. Гришко НАН Украины                                                    | Более 100 лет Обхват 3—3,4 м Высота 10 м                                                 | Состояние плохое: есть дупла, деревья страдают от небрежного отношения посетителей        | 2009       |                                          |
| Слива в КПИ                                          | Росла у корпуса № 3 Киевского политехнического института с южной стороны                                      | Около 150 лет Обхват 3,2 м на высоте 0, 5 м Высота 10 м                                  | Упала от ветра и погибла 3 июня 2010 года                                                 | Не была    |                                          |
| Пять деревьев софоры японской на ул. Китаевской      | Ул. Китаевская, 32                                                                                            | Более 150 лет Обхват 3,8—4,1 м Высота 15 м                                               | Самые старые и большие софоры Киева                                                       | 1997       | Вековые деревья софоры                   |
| Туя западная на пр. Победы                           | Пр. Победы, 125                                                                                               | Более 100 лет Обхват 1,3 м Высота 18 м                                                   | В хорошем состоянии                                                                       | 1999       | Туя западная                             |
| Черешни Бурдзинского в зоопарке                      | Киевский зоопарк, возле колеса обозрения                                                                      | Более 120 лет Обхват 2,2—2,7 м Высота 10 м                                               | Старейшие черешни Киева. В 2008 году произведено лечение                                  | 2009       | Черешни Бурдзинского                     |
| Шелковица Стуса в Ботаническом саду им. Н. Н. Гришко | Национальный ботанический сад им. Н. Н. Гришко НАН Украины, слева от Института возобновляемой энергетики НАНУ | Около 300 лет Обхват 3,6 м Высота 10 м                                                   |                                                                                           | 2010       | Шелковица Стуса                          |
| Шелковица Сковороды у Киево-Могилянской академии     | Ул. Г. Сковороды, 2, во дворе у старых ворот Академии                                                         | Более 150 лет Обхват 3,8 м Высота 18 м                                                   | Дерево с двойным стволом                                                                  |            | Шелковица Сковороды                      |
| Шесть сосен и дуб в Броварском лесничестве           | Броварское лесничество г. Киева, уч. 6 кв. 70, уч. 10 кв. 33 и уч. 23 кв. 59                                  | Около 200 лет Обхват 2,3—3,59 м (сосны), 3 м (дуб)                                       | Самая большая сосна имеет высоту 35 м, возраст более 200 лет. Имеются ограждения          | 1999       |                                          |
| Тридцать каштанов и лип в Киево-Печерской лавре      | Киево-Печерская лавра                                                                                         | 150—300 лет Обхват 3—3,8 м Высота 20—25 м                                                | За деревьями ухаживают монахи                                                             | 1972       | Вековые каштаны                          |
| Аллея елей в Китаево                                 | ул.Китаевская, 32а (аллея к корпусу Института садоводства НАНУ)                                               | возраст более 80 лет, высота до 20 м, более 50 здоровых елей, около 20 усохших и больных | Никто не ухаживает                                                                        | ?          |                                          |